# Плавание на открытой воде

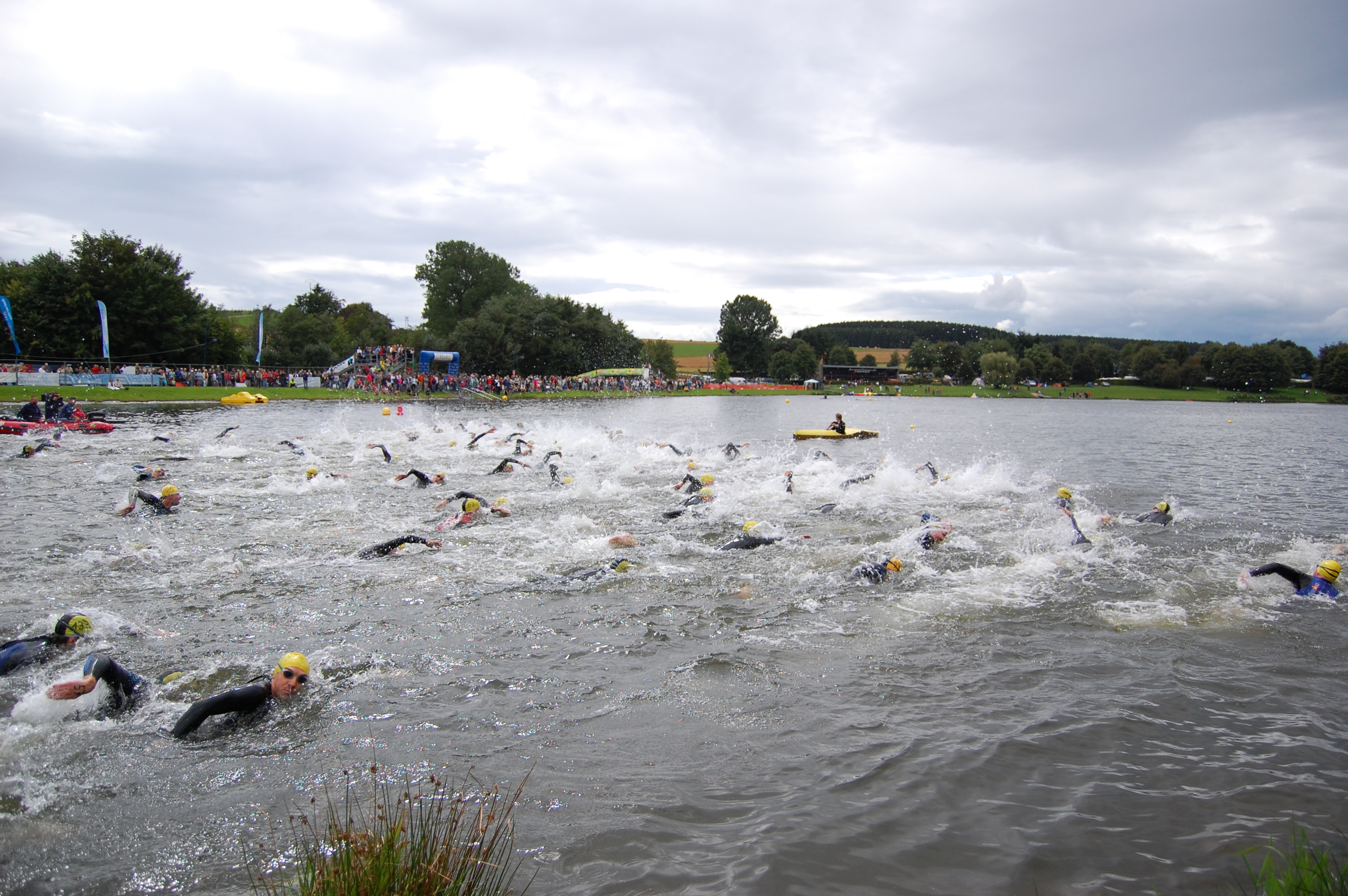
Старт заплыва в открытой воде в соревнованиях по триатлону, 2007 год

Плавание на открытой воде — вид спортивного плавания, проходящего вне бассейна, в природных водоёмах, таких как озёра, реки, моря и океаны. Дисциплина считается одной из наиболее сложных в плавании из-за воздействия внешних факторов, таких как температура воды, волны и течение.

## История
Плавание на открытой воде имеет долгую историю, связанную с зарождением плавания как спорта. Первые официальные соревнования датируются XIX веком, включая знаменитые заплывы через Ла-Манш.
На первых современных Олимпийских играх 1896 года в Афинах соревнования по плаванию проходили в открытой гавани Зея, где температура воды составляла около 13 °C.
С 1991 года Международная федерация плавания (FINA) начала проводить чемпионаты мира по плаванию на открытой воде. В 2008 году на Олимпийских играх в Пекине марафонская дистанция на 10 километров была включена в олимпийскую программу.

## Особенности
Плавание на открытой воде отличается от соревнований в бассейне несколькими ключевыми аспектами:
- **Дистанции**: Соревнования проводятся на дистанциях 5, 10 и 25 километров.
- **Условия**: Спортсмены сталкиваются с изменчивыми условиями, такими как температура воды, течение, волны и погодные изменения[2].
- **Тактика**: Групповая тактика играет важную роль; пловцы часто используют «попутный поток» для экономии сил.
- **Экипировка**: Допускается использование гидрокостюмов при низкой температуре воды.

## Олимпийские игры
Соревнования по плаванию на открытой воде дебютировали на Олимпийских играх в 2008 году в Пекине. Олимпийская дистанция составляет 10 километров. С тех пор эта дисциплина включена в программу всех летних Олимпийских игр.

## Чемпионаты мира
Под эгидой FINA чемпионаты мира по плаванию на открытой воде проводятся с 1991 года. В рамках этих соревнований разыгрываются медали на дистанциях 5, 10 и 25 километров.

## Известные спортсмены
- Флориан Веллброк (Германия) — олимпийский чемпион и многократный призёр чемпионатов мира.
- Ана Марсела Кунья (Бразилия) — многократная чемпионка мира.
- Шарон ван Рувендал (Нидерланды) — олимпийская чемпионка 2016 года.